# Camponotus cameroni
Camponotus cameroni é uma espécie de inseto do gênero Camponotus, pertencente à família Formicidae.